# Orde van de Ster van India (Verenigd Koninkrijk)

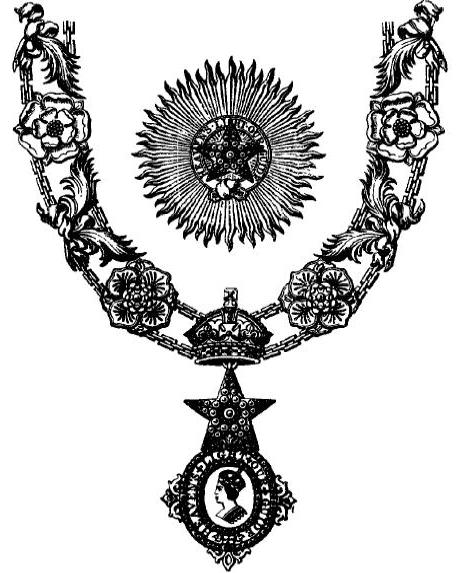
Insignia van een Grootcommandeur

De Meest Verheven Orde van de Ster van India (Engels: Most Exalted Order of the Star of India) is een koloniale ridderorde die door koningin Victoria op 1 januari 1861 ten behoeve van haar Indische Keizerrijk werd ingesteld. Vanaf 1866 kende de orde behalve de soeverein en de grootmeester drie graden, die achter hun naam de volgende letters voerden:
1. GCSI: Knight Grand Commander ("Ridder grootcommandeur")
2. KCSI, vanaf 1866 Knight Commander ("Ridder commandeur")
3. CSI, vanaf 1866: Companion ("lid")

De Britse vorst is de soeverein. Vanaf de deling van Brits-Indië in 1947 is de orde slapend en alleen bij de toekenningsronde van nieuwjaar 1948 zijn er nog bekendmakingen geweest, die formeel ingingen op 14 augustus 1947, de laatste dag van het Keizerrijk. Het laatstlevende lid, Singh Prabhakar Bahadur (1911-2009), de Maharadja van Alwar (KCSI), stierf in februari 2009 in New Delhi.
Het motto van de orde is "Het licht van de hemel leidt ons" (Engels: "Heaven's light our guide") en de ster van de orde verscheen ook op de standaard van de Indische onderkoning die "ex officio" grootmeester en grootcommandeur van deze orde was.
In de hiërarchie van de Britse orden volgde deze orde op de Orde van het Bad en was daarmee de vijfde orde. Een andere Britse koloniale ridderorde, de veel vaker verleende Orde van het Indische Keizerrijk volgde in rang op Orde van de Ster van India.

## Geschiedenis
De orde was bedoeld als een politiek instrument om de Indische prinsen en de hoogste bestuursambtenaren aan de Britse kroon te binden. Om de orde exclusief te houden vonden er weinig benoemingen plaats. Na 1947 werden er geen nieuwe leden meer benoemd. In de vorm en nomenclatuur van de orde werd het kruis zorgvuldig vermeden om de hindoeïstische en islamitische prinsen niet te bruuskeren. Er zijn daarom geen Grootkruisen, en de kleinoden kregen de vorm van medaillons. Om de schatrijke Indische vorsten te kunnen imponeren werd de orde voorzien van een mantel, een kostbare keten en versierselen met diamanten.

Ster van een grootcommandeur

Ster van een ridder-commandeur

Bestuursambtenaren konden na 30 jaar dienst in de orde worden opgenomen, maar Britse prinsen, onderkoningen en de Indische prinsen waren van deze eis vrijgesteld. De machtigste Indische vazallen zoals de Nizams of Hyderabad, de Maharadja's van Mysore, de Maharadja's van Jammu en Kasjmir, de Maharadja's van Baroda, de Maharadja's van Gwalior, de Nawabs van Bhopal, de Maharadja's van Indore, de Maharadja's van Udaipur, de Maharadja van Cochin, de Maharadja's van Travancore, de Maharadja's van Jodhpur en de Maharaos van Cutch werden vrijwel altijd in de Orde benoemd. Voor de honderden kleinere vorsten was de onderscheiding een bijzondere eer. Rudyard Kipling schreef een komisch gedicht over een prins die in zijn achterlijke rijkje grote hervormingen in bestuur en gezondheidszorg doorvoert in de hoop een "GCSI" te verwerven en na te zijn teleurgesteld met een benoeming in de Orde van het Indische Rijk zijn hervormingen weer ongedaan maakt en alles weer laat verslonzen.
Dames, anders dan Indische prinsessen, werden niet in de orde opgenomen en de laatsten werden dan merkwaardig genoeg "Ridders" en geen "Dames" in de orde. De eerste vrouwelijke "Ridder" was H.H. Nawab Sikandar Begum Sahiba, Nawab Begum van Bhopal in 1861. In 1911 bezochten koning George V en koningin Mary India en werden de statuten gewijzigd om deze "Keizerin van India" tot Ridder Grootcommandeur te kunnen benoemen.

## Insignia en kleding

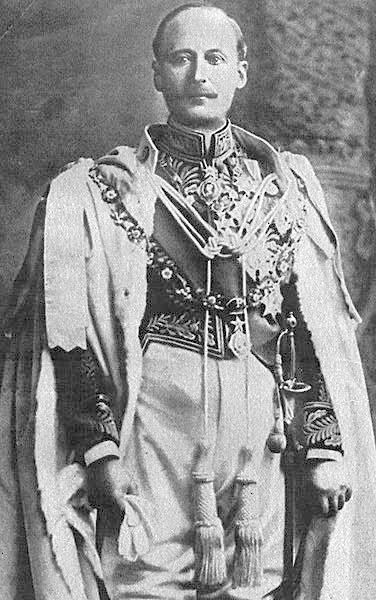
Charles Hardinge draagt keten en mantel

De ordekleding van de grootcommandeurs was een lichtblauwe satijnen mantel gevoerd met witte zijde. De daarop gedragen keten was van goud.
De grootcommandeurs droegen ook een gouden ronde ster die met diamanten was versierd en een met diamanten versierd gouden juweel aan een lichtblauw lint over de rechterschouder. De ridders-commandeur droegen geen keten maar een zilveren juweel aan een lint om de hals en een zilveren ster. Beide zonder diamanten.
De grootcommandeurs en ridders-commandeurs werden in de Britse adelstand verheven en mochten zich "Sir" of "Lady" noemen. Grootcommandeurs mochten ook schildhouders aan hun wapen toevoegen. De ridders-commandeur en de leden mochten een "circlet" of band met het motto en een juweel van de orde in hun wapen opnemen.
Orde van de Ster van Indië ·
Orde van Brits-Indië ·
Keizerlijke Orde van de Kroon van Indië · 
Orde van het Indische Keizerrijk ·
Indische Orde van Verdienste
Zie ook: Ridderorden in Brits-Indië